# Vörösváry László
Vörösváry László Ferenc (Budapest, Józsefváros, 1908. szeptember 20. – Budapest, 1990. február 27.) könyvkiadó, Vörösváry Ákos műgyűjtő apja.

## Életpályája
Vörösváry Szigfrid bankcég-vezető és Stöckelmacher Teréz gyermekeként született kikeresztelkedett zsidó értelmiségi családban. A Budapesti Református Főgimnáziumban tanult, majd a Vas utcai Felső Kereskedelmi Fiúiskolában érettségizett. Tizenhárom évesen elvesztette édesapját, s az érettségijéig litografált módszerrel készült jegyzet-sokszorosításból tartotta el magát. Tizenkilenc évesen kiváltotta a sokszorosításra és tankönyvkiadásra jogosító iparengedélyt, s hamarosan alkalmazottakkal bővítette cégét. A gazdasági világválság idején tönkrement és műhelyét elárverezték. 1932-ben sikerült talpra állnia és a Múzeum körút 13. szám alatt Vörösváry Sokszorosítóipari és Kiadóvállalat néven huszonöt-harminc személyt foglalkoztató vállalatot létesített. Megrendelői közé tartoztak az ipariskolák, gép-, vegy-, építő- és faipari technikumok, különféle jogi és közgazdasági szemináriumok, egyetemi előkészítők, ifjúsági egyesületek, jogi, közgazdasági és műegyetemi tanszékek. 1941-ben megkezdte könyvkiadó tevékenységét. Két évvel később bekapcsolódott az Országos Közművelődési Tanács (OKT) munkájába, s kinevezték az OKT kiadóvállalatának igazgatójává. 1947-ben leváltották igazgatói állásából, kiadóvállalatát megszüntették. Az 1950-es években egy koncepciós perben elítélték.
Első felesége Dobó Aranka Mária volt, Dobó József Sándor és Kertész Aranka lánya, akit 1937. július 10-én Szegeden vett nőül.
A Farkasréti temetőben nyugszik.

## Művei
- Forgácsok (Budapest, 1975)
- Egy volt könyvkiadó visszaemlékezései (Budapest, 1982)
- A lélek derűje (Budapest, 1985)

## Származása
| Vörösváry László Ferenc (Budapest, 1908. szept. 20.– Budapest, 1990. febr. 27.) könyvkiadó | Apja: Vörösváry Szigfrid (Óbuda, 1870. dec. 3.–)    | Apai nagyapja: Vörösváry Bernát (Óbuda, 1844. jan. 16.– Budapest, 1898. okt. 29.) tőzsdeügynök | Apai nagyapai dédapja: Vörösváry Mihály (Óbuda, 1810– Óbuda, 1893. ápr. 14.) kereskedő, magánzó |
| Vörösváry László Ferenc (Budapest, 1908. szept. 20.– Budapest, 1990. febr. 27.) könyvkiadó | Apja: Vörösváry Szigfrid (Óbuda, 1870. dec. 3.–)    | Apai nagyapja: Vörösváry Bernát (Óbuda, 1844. jan. 16.– Budapest, 1898. okt. 29.) tőzsdeügynök | Apai nagyapai dédanyja: Tótis Antónia (Óbuda, 1818– Óbuda, 1892. ápr. 15.)                      |
| Vörösváry László Ferenc (Budapest, 1908. szept. 20.– Budapest, 1990. febr. 27.) könyvkiadó | Apja: Vörösváry Szigfrid (Óbuda, 1870. dec. 3.–)    | Apai nagyanyja: Hevesi Paulina (korábban Lőwy) (Heves, 1847– Budapest, 1916. aug. 24.)         | Apai nagyanyai dédapja: Lőwy Mór                                                                |
| Vörösváry László Ferenc (Budapest, 1908. szept. 20.– Budapest, 1990. febr. 27.) könyvkiadó | Apja: Vörösváry Szigfrid (Óbuda, 1870. dec. 3.–)    | Apai nagyanyja: Hevesi Paulina (korábban Lőwy) (Heves, 1847– Budapest, 1916. aug. 24.)         | Apai nagyanyai dédanyja: Rottenstein Mária                                                      |
| Vörösváry László Ferenc (Budapest, 1908. szept. 20.– Budapest, 1990. febr. 27.) könyvkiadó | Anyja: Stöckelmacher Teréz (Óbuda, 1877. jún. 22.–) | Anyai nagyapja: Stöckelmacher Bernát (Boskovice, 1836– Óbuda, 1908. jan. 19.) tanító           | Anyai nagyapai dédapja: Stöckelmacher Sámuel kereskedő                                          |
| Vörösváry László Ferenc (Budapest, 1908. szept. 20.– Budapest, 1990. febr. 27.) könyvkiadó | Anyja: Stöckelmacher Teréz (Óbuda, 1877. jún. 22.–) | Anyai nagyapja: Stöckelmacher Bernát (Boskovice, 1836– Óbuda, 1908. jan. 19.) tanító           | Anyai nagyapai dédanyja: n. a.                                                                  |
| Vörösváry László Ferenc (Budapest, 1908. szept. 20.– Budapest, 1990. febr. 27.) könyvkiadó | Anyja: Stöckelmacher Teréz (Óbuda, 1877. jún. 22.–) | Anyai nagyanyja: Kohn Róza (1836– Budapest, 1917. márc. 18.)                                   | Anyai nagyanyai dédapja: Kohn Dávid kántor                                                      |
| Vörösváry László Ferenc (Budapest, 1908. szept. 20.– Budapest, 1990. febr. 27.) könyvkiadó | Anyja: Stöckelmacher Teréz (Óbuda, 1877. jún. 22.–) | Anyai nagyanyja: Kohn Róza (1836– Budapest, 1917. márc. 18.)                                   | Anyai nagyanyai dédanyja: n. a.                                                                 |